# Liste der Naturdenkmale in Hambühren
Die Liste der Naturdenkmale in Hambühren nennt die Naturdenkmale in Hambühren im Landkreis Celle in Niedersachsen.

## Naturdenkmale
| Bild | Bezeichnung | Ort, Lage                                             | Beschreibung | Schutzzweck | Nummer      |
| ---- | ----------- | ----------------------------------------------------- | ------------ | ----------- | ----------- |
| BW   | Mausefuhre  | Hambühren Boyer Weg (52° 38′ 11,3″ N, 9° 59′ 21,9″ O) |              |             | ND CE 00016 |
| BW   | Rotbuche    | Oldau Ohlenhoff (52° 39′ 36,1″ N, 9° 55′ 57,7″ O)     |              |             | ND CE 00044 |